# Amy Walsh

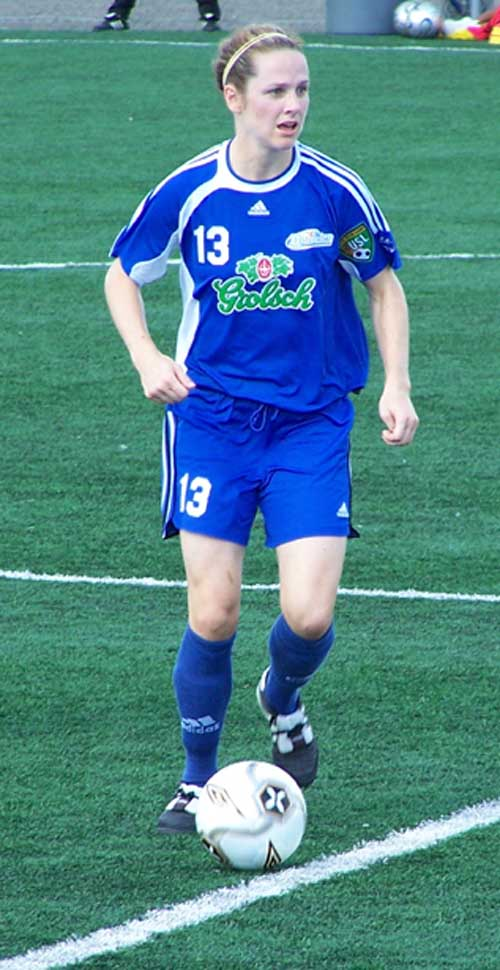
Walsh im Einsatz für die Laval Comètes (2006)

Amy Heather Walsh (* 13. September 1977 in Montreal, Québec, Kanada) ist eine ehemalige kanadische Fußballspielerin. Sie spielte von 1998 bis 2009 als Mittelfeldspielerin für die kanadische Fußballnationalmannschaft und hat über 100 Länderspiele absolviert. National spielte sie für die Vereine Montreal Xtreme und die Laval Comètes.
Ihre Schwester Cindy Walsh spielt ebenfalls in der kanadischen Fußballnationalmannschaft. 2017 wurde sie in die Canadian Soccer Hall of Fame aufgenommen.